# Lakeside, Texas
Lakeside là một thị trấn thuộc quận San Patricio, tiểu bang Texas, Hoa Kỳ. Năm 2010, dân số của thị trấn này là 312 người.

## Dân số
- Dân số năm 2000: 333 người.
- Dân số năm 2010: 312 người.